# Olle Montelius
John Olof Augustin Montelius, känd som Olle Montelius, född 3 juli 1923 i Uppsala, död 25 juni 2015 i Masthuggs församling i Göteborg, var en svensk scenograf, målare och tecknare. 

## Biografi
Olle Montelius var son till konstnären och tecknaren Augustin Montelius och Adina Sandgren samt sonson till psalmförfattaren Knut Johan Montelius. Familjen tillhör släkten Montelius från Uppland. Olle Montelius gjorde läroår som dekormålare i Stockholm varefter han 1949 till 1954 var scenograf vid Helsingborgs stadsteater. Efter en tid i Uppsala där han bland annat arbetade med Peer Gynt (1955) och Hamlet (1956) var han 1960 till 1964 tillbaka i Helsingborg varefter han kom till Göteborgs stadsteater där han gjorde scenografin till ett 60-tal pjäser.
Vid Göteborgs stadsteater var han en tongivande scenograf, inte minst under det nyskapande 1970-talet. Han gjorde scenografin till flera uppsättningar av Lennart Hjulström och Ralf Långbacka. Särskilt epokgörande var scenografin till den förres uppsättningar av August Strindbergs Gustav III och Gustav Vasa.
Speciellt för Olle Montelius scenografi var en utstuderad enkelhet. Han skalade av dramernas krav på olika scenrum till en distinkt skulptur eller maskin som ersatte alla scenbyten. På så vis skapade han rum kring skådespelarnas uttryck så att det uppstod en förhöjande verkan.
Han var även verksam som målare och skulptör samt illustrerade böcker. Montelius finns bland annat representerad vid Göteborgs universitetsbibliotek.
Olle Montelius var 1945–1964 gift med konsthantverkaren Gunda Kvist (1926–2019) och 1966–1969 med sin sedermera sambo konstnären Gunilla Malteson (1942–2019), dotter till hemmansägaren och byggnadssnickaren Gunnar Malteson och konstnären Carin Malteson.
I äktenskapet med Gunda Kvist föddes Tomas Augustin 1946 och Gunda Maria 1955. Olle Montelius är begravd på Mariebergs kyrkogård i Göteborg.

## Teater

### Scenografi (ej komplett)
| År   | Produktion                                                         | Upphovsmän                                                                                   | Regi                | Teater                         | Noter                                  |
| ---- | ------------------------------------------------------------------ | -------------------------------------------------------------------------------------------- | ------------------- | ------------------------------ | -------------------------------------- |
| 1949 | Fröjd för stunden Present Laughter                                 | Noël Coward                                                                                  | Lars-Levi Læstadius | Helsingborgs stadsteater       |                                        |
| 1949 | Upptäcktsresanden                                                  | Stig Dagerman                                                                                | Mats Johansson      | Helsingborgs stadsteater       |                                        |
| 1949 | Dialog                                                             | Bengt Blomgren                                                                               | Börje Nyberg        | Helsingborgs stadsteater       |                                        |
| 1949 | Vildanden                                                          | Henrik Ibsen Översättning Frans Hedberg                                                      | Lars-Levi Læstadius | Helsingborgs stadsteater       |                                        |
| 1949 | Slutna dörrar Huis clos                                            | Jean-Paul Sartre                                                                             | Arne Ragneborn      | Helsingborgs stadsteater       |                                        |
| 1949 | Slottsbalen L'Invitation au château                                | Jean Anouilh Översättning C.G. Bjurström och Tuve Ambjörn Nyström                            | Börje Nyberg        | Helsingborgs stadsteater       |                                        |
| 1949 | Askungen                                                           | Översättning Lennart Hedberg                                                                 | Arne Ragneborn      | Helsingborgs stadsteater       |                                        |
| 1949 | Lilla helgonet Mam'zelle Nitouche                                  | Hervé, Henri Meilhac och Albert Millaud Bearbetning Kar de Mumma                             | Mats Johansson      | Helsingborgs stadsteater       |                                        |
| 1950 | En handelsresandes död Death of a Salesman                         | Arthur Miller Översättning Sven Barthel                                                      | Lars-Levi Læstadius | Helsingborgs stadsteater       |                                        |
| 1950 | Hallå där ute! Hello Out There!                                    | William Saroyan                                                                              | Mats Johansson      | Helsingborgs stadsteater       |                                        |
| 1950 | Moony's grabb gråter inte Moony's kid don't cry                    | Tennessee Williams                                                                           | Mats Johansson      | Helsingborgs stadsteater       |                                        |
| 1950 | Fallet Winslow The Winslow Boy                                     | Terence Rattigan Översättning Herbert Wärnlöf                                                | Börje Nyberg        | Helsingborgs stadsteater       |                                        |
| 1950 | Skomakarens frimåndag The Shoemaker's Holiday                      | Thomas Dekker Översättning Ebbe Linde                                                        | Lars-Levi Læstadius | Helsingborgs stadsteater       |                                        |
| 1950 | Lycklig som Larry Happy As Larry                                   | Donagh McDonagh Översättning Åke Lindström                                                   | John Zacharias      | Helsingborgs stadsteater       | Scenografi och kostym                  |
| 1950 | Bagarens hustru La femme du boulanger                              | Marcel Pagnol Översättning Erik Berglund                                                     | John Zacharias      | Helsingborgs stadsteater       | Scenografi och kostym                  |
| 1950 | Vävaren i Bagdad                                                   | Hjalmar Bergman                                                                              | Keve Hjelm          | Helsingborgs stadsteater       |                                        |
| 1951 | Millionären från Peru Meine Nichte Susanne                         | Hans Adler och Alexander Steinbrecher Översättning Gunnar Rydgren                            | John Zacharias      | Helsingborgs stadsteater       |                                        |
| 1951 | Jane                                                               | W. Somerset Maugham Dramatisering S. N. Behrman, Översättning Birgitta Hammar                | Ingrid Luterkort    | Helsingborgs stadsteater       |                                        |
| 1951 | Adèle ser i syne Le Don d'Adèle                                    | Pierre Barillet och Jean-Pierre Grédy Översättning Eva Tisell                                | Keve Hjelm          | Helsingborgs stadsteater       |                                        |
| 1951 | Inte för er, mina damer N'écoutez Pas Mesdames                     | Sacha Guitry Översättning Lennart Lagerwall                                                  | John Zacharias      | Helsingborgs stadsteater       |                                        |
| 1951 | Hus med dubbel ingång Casa con dos puertas                         | Pedro Calderón de la Barca                                                                   | John Zacharias      | Helsingborgs stadsteater       |                                        |
| 1951 | Halv storm på Pårtefjället                                         | Karl-Aage Schwartzkopf                                                                       | Ingrid Luterkort    | Helsingborgs stadsteater       |                                        |
| 1952 | Elddonet Fyrtøiet                                                  | L. Thane                                                                                     | Ingrid Luterkort    | Helsingborgs stadsteater       |                                        |
| 1952 | Dödsdansen                                                         | August Strindberg                                                                            | Keve Hjelm          | Helsingborgs stadsteater       |                                        |
| 1952 | Måsar över Sorrento Seagulls Over Sorrento                         | Hugh Hastings Översättning Herbert Wärnlöf                                                   | John Zacharias      | Helsingborgs stadsteater       |                                        |
| 1952 | Jungfruleken Les Bonnes                                            | Jean Genet Översättning Eva Alexanderson                                                     | Ingrid Luterkort    | Helsingborgs stadsteater       |                                        |
| 1952 | Erasmus Montanus                                                   | Ludvig Holberg                                                                               | John Zacharias      | Helsingborgs stadsteater       |                                        |
| 1952 | Bröllopet på Seine La Belle Marinière                              | Marcel Achard Översättning Stig Torsslow                                                     | Ingrid Luterkort    | Helsingborgs stadsteater       |                                        |
| 1952 | Patty The Moon Is Blue                                             | F. Hugh Herbert Översättning Gösta Rybrant                                                   | Ingrid Luterkort    | Helsingborgs stadsteater       |                                        |
| 1952 | Komedin om oss myror Under the sycamore tree                       | Samuel Spewack Översättning Stig Torsslow                                                    | John Zacharias      | Helsingborgs stadsteater       |                                        |
| 1952 | Jag vill kärleken Eurydice                                         | Jean Anouilh Översättning Gustaf Bjurström och Tuve Ambjörn Nyström                          | Ingrid Luterkort    | Helsingborgs stadsteater       |                                        |
| 1952 | Livet skall levas The Deep Blue Sea                                | Terence Rattigan Översättning Eva Tisell                                                     | Ingrid Luterkort    | Helsingborgs stadsteater       |                                        |
| 1953 | Clownen Beppo                                                      | Else Fisher                                                                                  | Willy Keidser       | Helsingborgs stadsteater       |                                        |
| 1953 | Komedin om oss människor You Can't Take It with You                | Moss Hart och George S. Kaufman                                                              | Ingrid Luterkort    | Helsingborgs stadsteater       |                                        |
| 1953 | Apollon från Bellac L'Apollon de Bellac or L'Apollon de Marsac     | Jean Giraudoux Översättning Elsa Thulin                                                      | Gunnar Olsson       | Helsingborgs stadsteater       |                                        |
| 1953 | Fallna änglar Fallen Angels                                        | Noël Coward                                                                                  | Ingrid Luterkort    | Helsingborgs stadsteater       |                                        |
| 1953 | Ett huvud kortare La tête des autres                               | Marcel Aymé                                                                                  | John Zacharias      | Helsingborgs stadsteater       |                                        |
| 1953 | Drömflickan Dream Girl                                             | Elmer Rice Översättning Bengt Anderberg                                                      | Johan Falck         | Helsingborgs stadsteater       |                                        |
| 1953 | Swedenhielms                                                       | Hjalmar Bergman                                                                              | Johan Falck         | Helsingborgs stadsteater       |                                        |
| 1953 | Henrik IV Enrico IV                                                | Luigi Pirandello Översättning Karin de Laval, Bearbetning Johan Falck                        | Johan Falck         | Helsingborgs stadsteater       |                                        |
| 1953 | Rendez-vous med lyckan Le Rendez-vous de Senlis                    | Jean Anouilh Översättning Gustaf Bjurström och Tuve Ambjörn Nyström, Bearbetning Johan Falck | Johan Falck         | Helsingborgs stadsteater       |                                        |
| 1953 | Hustruleken Affairs of State                                       | Louis Verneuil Översättning Herbert Wärnlöf                                                  | Gösta Cederlund     | Helsingborgs stadsteater       |                                        |
| 1954 | Mästerkatten i stövlar Den bestøvlede kat                          | Hans Werner                                                                                  | Willy Keidser       | Helsingborgs stadsteater       |                                        |
| 1954 | Stormen The Tempest                                                | William Shakespeare Översättning Allan Bergstrand, Bearbetning Johan Falck                   | Johan Falck         | Helsingborgs stadsteater       | Scenografi tillsammans med Johan Falck |
| 1954 | Kanske en diktare                                                  | Ragnar Josephson                                                                             | Gunnar Ekström      | Helsingborgs stadsteater       |                                        |
| 1954 | Privatsekreteraren The Confidential Clerk                          | T.S. Eliot Översättning Erik Lindegren                                                       | Åke Engfeldt        | Helsingborgs stadsteater       |                                        |
| 1955 | Peer Gynt                                                          | Henrik Ibsen                                                                                 |                     | Uppsala                        |                                        |
| 1956 | Hamlet                                                             | William Shakespeare                                                                          |                     | Uppsala                        |                                        |
| 1957 | Kärlekens fars Kjærlighetens farce                                 | Helge Krog Översättning Palle Granditsky                                                     | Palle Granditsky    | Borås kretsteater/ Riksteatern |                                        |
| 1958 | Regeln och undantaget Die Ausnahme und die Regel                   | Bertolt Brecht                                                                               | Palle Granditsky    | Borås kretsteater              |                                        |
| 1958 | Kärleksgåvan A Phoenix Too Frequent                                | Christopher Fry                                                                              | Anita Blom          | Borås kretsteater              |                                        |
| 1959 | Levande ljus Bei Kerzenlicht                                       | Robert Katscher och Karl Farkas Översättning Nils Bie                                        | Åke Engfeldt        | Helsingborgs stadsteater       |                                        |
| 1959 | Vin och vårlek Le bon vin de monsieur Nuche                        | Paul Willems och André Souris                                                                | Anita Blom          | Borås kretsteater              |                                        |
| 1959 | Tolv edsvurna män 12 Angry Men                                     | Reginald Rose Översättning Erik Müller                                                       | Johan Falck         | Helsingborgs stadsteater       |                                        |
| 1960 | Trädgårdsmästarens hund El perro del Hortelano                     | Lope de Vega Översättning Jan Hemmel                                                         | Frank Sundström     | Helsingborgs stadsteater       | Scenografi och kostym                  |
| 1960 | Dubbelspel Zwei rechts, zwei links                                 | Karl Wittlinger Översättning Marianne Höök                                                   | Jan Hemmel          | Helsingborgs stadsteater       |                                        |
| 1960 | Hamlet                                                             | William Shakespeare Översättning Björn Collinder                                             | Frank Sundström     | Helsingborgs stadsteater       | Scenografi och kostym                  |
| 1960 | I sista minuten Gli ultimi cinque minuti                           | Aldo De Benedetti Översättning Karin Alin                                                    | Frank Sundström     | Helsingborgs stadsteater       |                                        |
| 1961 | Ett dockhem Et Dukkehjem                                           | Henrik Ibsen                                                                                 | Palle Granditsky    | Borås kretsteater              |                                        |
| 1961 | Vilse i lustgården Period of adjustment                            | Tennessee Williams Översättning Sven Barthel                                                 | Mats Johansson      | Helsingborgs stadsteater       |                                        |
| 1961 | Gisslan The hostage                                                | Brendan Behan                                                                                | Lars-Erik Liedholm  | Helsingborgs stadsteater       |                                        |
| 1961 | Biedermann och pyromanerna Biedermann und die Brandstifter         | Max Frisch Översättning Erwin Leiser                                                         | Lars-Erik Liedholm  | Helsingborgs stadsteater       |                                        |
| 1961 | Den heliga ilskan Die große Wut des Philipp Hotz                   | Max Frisch Översättning Erwin Leiser                                                         | Lars-Erik Liedholm  | Helsingborgs stadsteater       |                                        |
| 1961 | Perrichons resa Le voyage de M. Perrichon                          | Eugène Labiche                                                                               | Mats Johansson      | Helsingborgs stadsteater       | Scenografi och kostym                  |
| 1962 | Bättre sent än aldrig It's Never Too Late                          | Felicity Douglas                                                                             | Lars-Erik Liedholm  | Helsingborgs stadsteater       |                                        |
| 1962 | Hustruskolan L'école des femmes                                    | Molière Översättning Tor Hedberg                                                             | Mats Johansson      | Helsingborgs stadsteater       |                                        |
| 1962 | Tokan L'Idiote                                                     | Marcel Achard Översättning Evert Lundström                                                   | Lars-Erik Liedholm  | Helsingborgs stadsteater       |                                        |
| 1962 | Akilles och jungfrurna Achilles i panny                            | Artur Maria Swinarski                                                                        | Tore Karte          | Fredriksdalsteatern            | Scenografi                             |
| 1962 | Tevye och hans döttrar Tevye and his Daughters                     | Arnold Perl Översättning Per Sjöstrand                                                       | Per Sjöstrand       | Helsingborgs stadsteater       |                                        |
| 1962 | Fantasticks The Fantasticks                                        | Harvey Schmidt och Tom Jones Översättning Gösta Rybrant                                      | Per Sjöstrand       | Helsingborgs stadsteater       | Scenografi och kostym                  |
| 1962 | Den vackra mjölnerskan La molinera de Arcos                        | Alejandro Casona Översättning Arne Häggqvist                                                 | Bo G. Forsberg      | Helsingborgs stadsteater       | Scenografi och kostym                  |
| 1963 | Två på gungbrädet Two for the Seesaw                               | William Gibson Översättning Birgitta Hammar                                                  | Per Sjöstrand       | Helsingborgs stadsteater       |                                        |
| 1963 | Brand                                                              | Henrik Ibsen Översättning Karl Ragnar Gierow                                                 | Lars-Erik Liedholm  | Helsingborgs stadsteater       | Scenografi och kostym                  |
| 1963 | Hermione och kärleken Hermione                                     | Hans Koning Översättning Bo G. Forsberg                                                      | Per Sjöstrand       | Helsingborgs stadsteater       | Scenografi och kostym                  |
| 1963 | Min fru går igen Blithe Spirit                                     | Noël Coward Översättning Gunilla Wettergren-Skawonius                                        | Lars-Erik Liedholm  | Helsingborgs stadsteater       |                                        |
| 1963 | Hus med dubbel ingång Casa con dos puertas                         | Pedro Calderón de la Barca Översättning Hjalmar Gullberg och Ivar Harrie                     | Tore Karte          | Fredriksdalsteatern            |                                        |
| 1963 | Äventyret La belle aventure                                        | Gaston Arman de Caillavet och Robert de Flers Översättning Per Sjöstrand                     | Per Sjöstrand       | Helsingborgs stadsteater       |                                        |
| 1963 | Farsen om Mäster Pierre Patelin La Farce de maître Pierre Pathelin | Anonym Översättning Erik Staaff                                                              | Bo G. Forsberg      | Helsingborgs stadsteater       |                                        |
| 1963 | Antigone                                                           | Jean Anouilh Översättning Greta Salenius                                                     | Lars-Erik Liedholm  | Helsingborgs stadsteater       |                                        |
| 1963 | Job Klockmakares dotter                                            | Sara Lidman                                                                                  | Lars-Erik Liedholm  | Helsingborgs stadsteater       |                                        |
| 1963 | Tartuffe Tartuffe, ou l'Imposteur                                  | Molière Översättning Allan Bergstrand                                                        | Per Sjöstrand       | Helsingborgs stadsteater       |                                        |
| 1964 | Ostron och politik                                                 | Guilherme Figueiredo Översättning Ingmar Björkstén                                           | Per Sjöstrand       | Helsingborgs stadsteater       |                                        |
| 1964 | Processen Der Prozess                                              | Franz Kafka Dramatisering André Gide och Jean-Louis Barrault, Översättning Elsa Thulin       | Lars-Erik Liedholm  | Helsingborgs stadsteater       |                                        |
| 1964 | Herakles och Amazonerna Rape of the Belt                           | Benn Levy Översättning Gustaf Molander                                                       | Tore Karte          | Fredriksdalsteatern            |                                        |
| 1964 | Hjälten på den gröna ön The Playboy of the Western World           | John Millington Synge                                                                        | Lars-Erik Liedholm  | Dramaten                       | Scenografi och kostym                  |
| 1965 | Galilei                                                            | Bertolt Brecht                                                                               | Lars Engström       | Göteborgs stadsteater          |                                        |
| 1967 | Mordet på Marat                                                    | Peter Weiss                                                                                  | Ralf Långbacka      | Göteborgs stadsteater          |                                        |
| 1969 | Timon från Aten                                                    | William Shakespeare                                                                          | Ralf Långbacka      | Göteborgs stadsteater          |                                        |
| 1970 | Hjälten på den gröna ön The Playboy of the Western World           | John Millington Synge                                                                        | Mats Johansson      | Göteborgs stadsteater          | Scenografi                             |
| 1973 | Gustav III                                                         | August Strindberg                                                                            | Lennart Hjulström   | Göteborgs stadsteater          |                                        |
| 1980 | Fullmakten                                                         | Nikolaj Erdman                                                                               | Ernst Günther       | Göteborgs stadsteater          | Scenografi och kostym                  |
| 1982 | Trettondagsafton                                                   | William Shakespeare                                                                          | Claes Lundberg      | Göteborgs stadsteater          |                                        |
| 1984 | Mäster Olof                                                        | August Strindberg                                                                            | Ritva Holmberg      | Riksteatern                    | Scenografi och kostym                  |
| 1988 | Christina Alexandra                                                | Lars Forssell                                                                                |                     | Göteborgs stadsteater          |                                        |

## Bilder

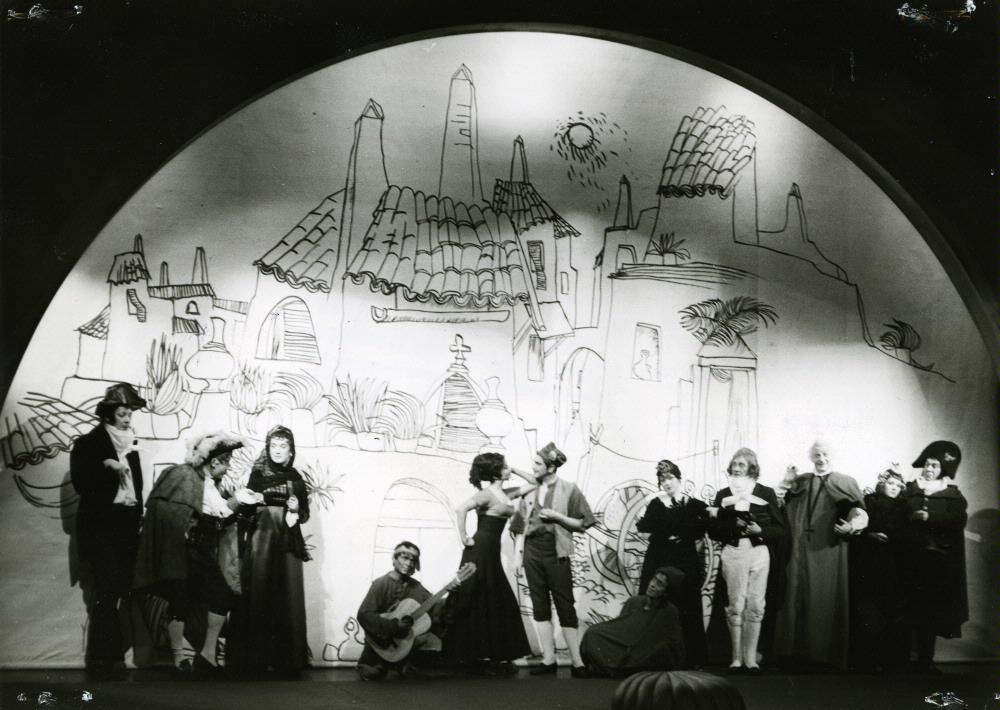
Scenbild ur Den vackra mjölnerskan på Helsingborgs stadsteater 1962.
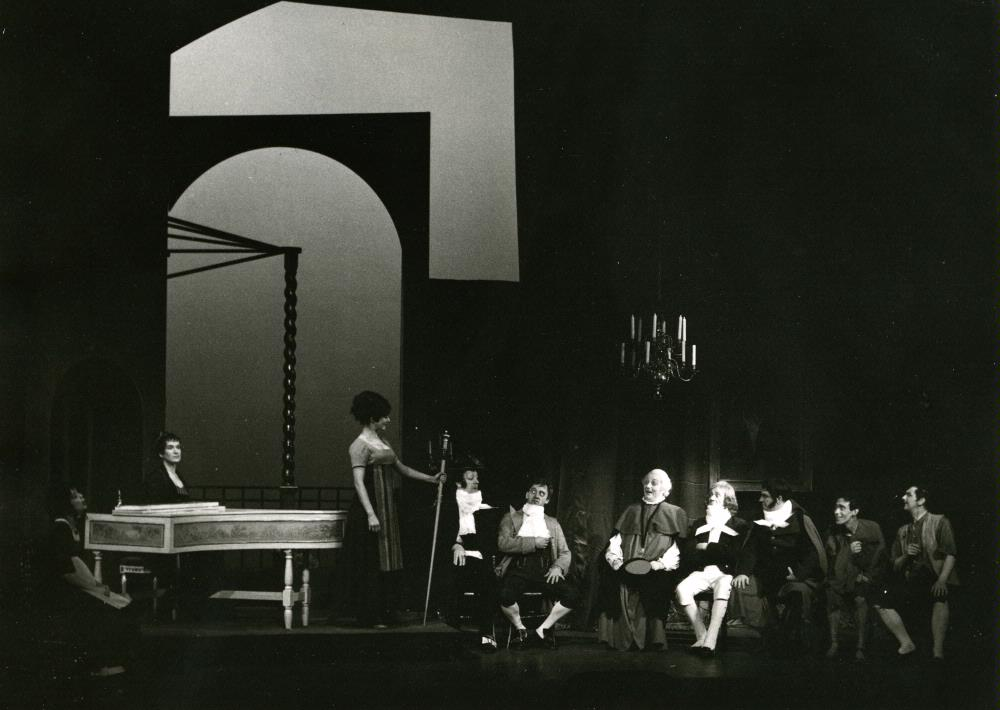
Scenbild ur Den vackra mjölnerskan på Helsingborgs stadsteater 1962.
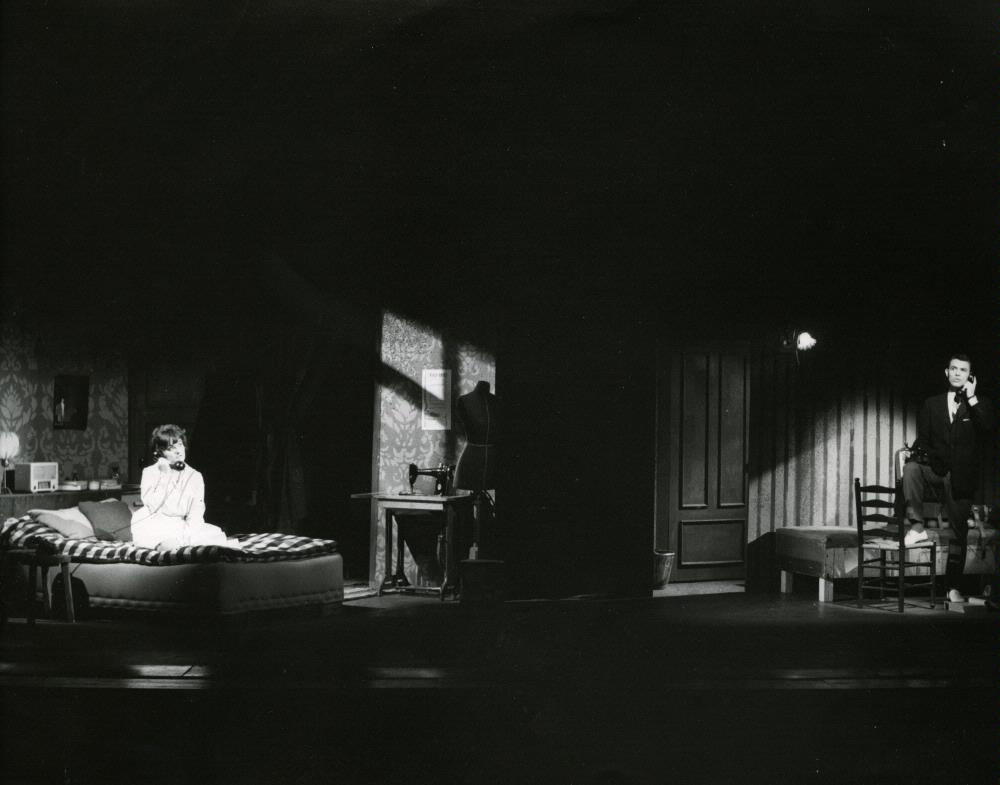
Scenbild ur Två på gungbrädet på Helsingborgs stadsteater 1963.
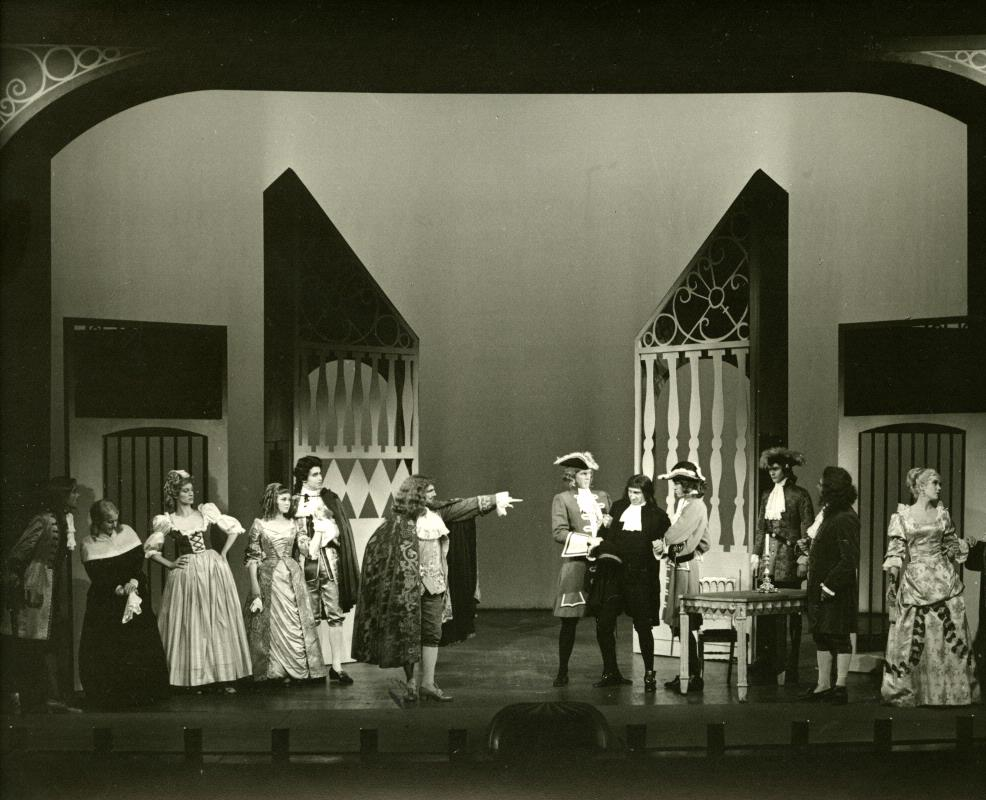
Scenbild ur Tartuffe på Helsingborgs stadsteater 1963.
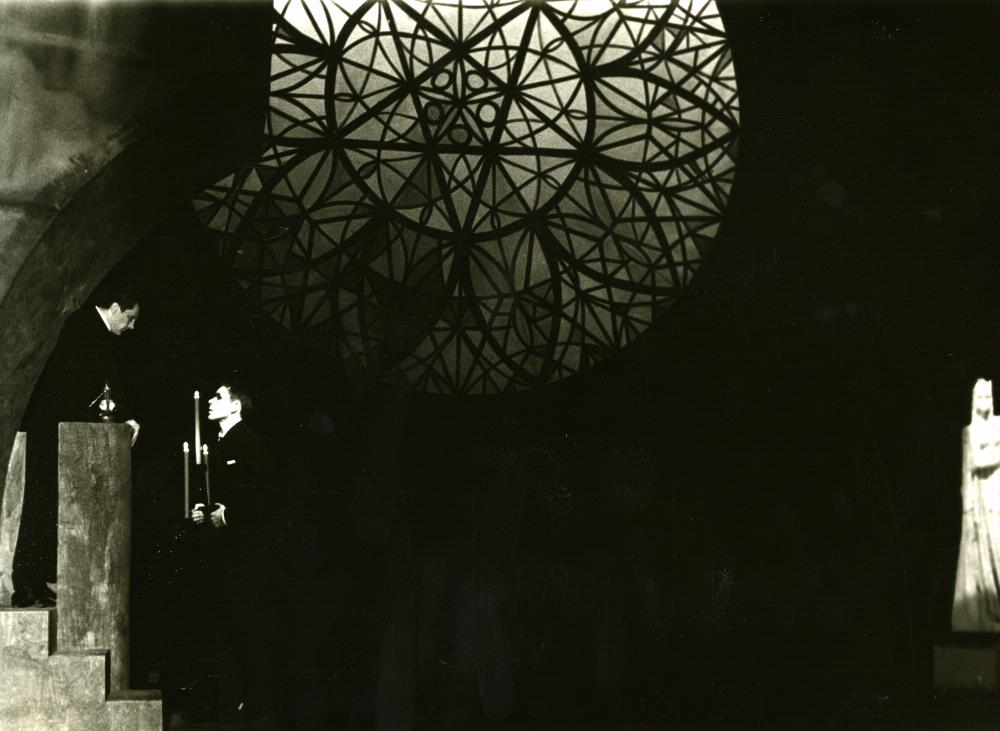
Scenbild ur Processen på Helsingborgs stadsteater 1964.